# Ernst Hartmann (Mediziner)
Ernst Hartmann  (* 10. November 1915 in Mannheim; † 23. Oktober 1992 in Waldkatzenbach, Ortsteil von Waldbrunn (Odenwald)) war ein deutscher Parawissenschaftler.

## Leben
Nach dem Abitur studierte Ernst Hartmann in Mannheim und in Jena Medizin. Im Zweiten Weltkrieg arbeitete er als Stabsarzt und geriet dabei in amerikanische Gefangenschaft. Nach seiner Rückkehr aus der Kriegsgefangenschaft eröffnete er eine Praxis in Eberbach am Neckar, in der er mehr als 40 Jahre als praktischer Arzt tätig war. In den 1960er Jahren engagierte er sich in der Deutschen Friedens-Union, für die er bei der Bundestagswahl 1961 erfolglos auf der baden-württembergischen Landesliste kandidierte.
Neben seiner Tätigkeit als Arzt beschäftigte sich Ernst Hartmann ab 1948 gemeinsam mit seinem Bruder Robert mit Geobiologie und Radiästhesie. Weiterhin beschäftigte er sich mit der Homöopathie. Der Forschungskreis für Geobiologie (Dr. Hartmann e. V.) geht auf ihn zurück.

## Werk
Hartmann notierte nach eigenen Angaben als Student Angaben über Patienten und wertete sie aus. Er beobachtete, dass die Sterblichkeit in einigen Krankenhausbetten höher zu sein schien als in anderen. Hartmann war überzeugt, dass die Ursache im Aufstellungsort der Betten zu suchen war. Später, als praktizierender Arzt, vermutete er bei Patienten, bei denen bewährte Behandlungsmethoden nicht ansprachen, einen Zusammenhang der Erkrankung mit der unmittelbaren Umgebung der Patienten.
Hartmann, der sich seit 1948 intensiver mit der so genannten Radiästhesie beschäftigt hatte, vermutete eine als Erdstrahlen bezeichnete Ursache. In der Folge dienten diese Annahmen Hartmann auch als Grundlage für Behandlungen.
Er entwarf das Modell eines so genannten Globalgitters, das aus 'Reizbändern' in Nord-Süd- und Ost-West-Richtung gebildet wird (Hartmanngitter).
Gemeinsam mit dem Apotheker Derschum schuf Hartmann im Jahr 1952 die sogenannten Polyxan-Präparate, die in der Naturheilkunde und Alternativmedizin als homöopathische Mittel zur beabsichtigten Beeinflussung des vegetativen Nervensystems verwendet werden. Die Präparate beruhen auf homöopathisch verarbeiteten Gräsern, die auf vermuteten 'geopathologischen Reizzonen' angepflanzt werden.
Im Jahr 1954 führte Hartmann den Begriff der Geopathie in Geobiologie und Radiästhesie ein. Unter Geopathie verstand Hartmann krankmachende Faktoren, die von so genannten „geopathogenen Zonen“, wie unterirdischen Wasseradern oder Verwerfungen, ausgehen sollen. Desgleichen prägte er den Begriff der Ortswechselreaktion, mit dem er eine Änderung der Befindlichkeit des Patienten durch einen Ortswechsel bezeichnete. Dazu rechnete er beispielsweise Symptomlinderungen bei Krankheiten, wenn der Schlafplatz an einen anderen Ort verlegt wurde.
1986 gelang es Hartmann mit Unterstützung von Veronica Carstens, die Ludwig-Maximilians-Universität München vom Bundesministerium für Bildung und Forschung beauftragen zu lassen, das Phänomen der Wünschelrute wissenschaftlich zu erforschen. Hartmann und ein Team seines Forschungskreises nahmen an den Experimenten als Versuchspersonen teil. Siehe auch Abschnitt Beurteilung im Artikel Wünschelrute.

## Wissenschaftliche Kritik
Hartmanns Arbeiten widmen sich überwiegend Themengebieten, die in den Naturwissenschaften nicht anerkannt sind und, soweit sie wissenschaftlichen Anspruch erheben, den Para- und Pseudowissenschaften zugeordnet werden.
Erdstrahlen und ihre vermuteten Wirkungen konnten trotz eingehender Untersuchungen wissenschaftlich nicht nachgewiesen werden; der von Hartmann angenommene Wirkmechanismus der Polyxan-Präparate ist wissenschaftlich nicht plausibel.

## Veröffentlichungen
- (Hrsg.) Geopathie. Vorträge der 2. Tagung des „Arbeitskreises für Geopathie“ am 26. und 27. September 1953 in Eberbach am Neckar (= Zeitschrift Erfahrungsheilkunde. Beiheft 6). Haug, Ulm 1954.
  - darin: Ernst Hartmann, J. Wüst: Über physikalische Nachweismethoden der sogenannten Erdstrahlen. S. 31–46.
- Vorstoss in biologisches Neuland. Zur Lösung des Krebsproblems. Haug, Ulm 1964; danach als Krankheit als Standortproblem; zuletzt: 2 Bände. 5. Auflage. Haug, Heidelberg 1986, ISBN 3-7760-0653-6, ISBN 3-7760-0911-X.
- mit Josef Angerer, Herbert L. König: Mensch, Wünschelrute, Krankheit. Umwelt-Strahlungen. Wie sie auf uns wirken. M & T, St. Gallen 1985, ISBN 3-7265-3020-7.
- Yin Yang. Über Konstitutionen und Reaktionstypen. Forschungskreis für Geobiologie, Waldbrunn 1986.
- Ernst Hoch: Strahlenfühligkeit. Umgang mit Rute und Pendel. Mit Beiträgen von Ernst Hartmann, Johannes Mayr. Veritas, Linz 1982; 3. Auflage 1985, ISBN 3-85329-398-0.